# María de Buenos Aires
María de Buenos Aires é um espetáculo teatral o primeiro no género de ópera-tango ("operita") de Ástor Piazzolla. Foi estreada na Sala Planeta em Buenos Aires em 8 de maio de 1968. O libreto foi escrito por Horacio Ferrer.
María de Buenos Aires é uma ópera em duas partes, com 8 canções cada uma. A obra têm um texto complexo, com laivos surrealistas, em certos momentos místico e esotérico, noutros popular e brejeiro, noutros ainda erudito e ocidental, segue sempre o fio condutor da vida e morte de María em Buenos Aires. Abundam estereótipos e personagens típicos de Buenos Aires, bem como cenas do quotidiano da capital argentina. O enredo surreal sobre uma prostituta; a segunda metade tem lugar após a sua morte. Os personagens incluem María (e, após sua morte, a sombra de María), um poeta narrador que é também um duende, várias marionetes sob seu controle, e um circo de psicanalistas. Vários elementos do libreto a sugerir paralelos entre María e Maria, a mãe de Jesus ou para o próprio Jesus.
A música sobre o nuevo tango idioma para o qual Piazzolla é famoso.

## Quadros
Primeira Parte
- Alevare. (Duende)
- Tema de María. (instrumental)
- Balada renga para un organito loco. (Voz de um Payador, Duende, Vozes do Homens)
- Yo soy María. (María)
- Milonga Carrieguera (Mendigo Sonhador de Buenos Aires, María)
- Fuga y misterio. (instrumental)
- Poema valseado. (María)
- Tocatta rea. (Duende)
- Misere canyengue de los ladrones antiguos en las alcantarillas. (Vozes das Madamas, e dos Antigos Ladrões)

Segunda Parte
- Contramilonga a la funerala por la primera muerte de María. (Duende)
- Tangata del alba. (instrumental)
- Carta a los árboles y a las chimeneas. (Sombra de María)
- Aria de los analistas. (Coro dos Psicanalistas)
- Romanza del duende. (Duende, Vozes das Três Marionetas Bêbedas de Coisas)
- Allegro tangábile. (instrumental)
- Milonga de la anunciación. (Sombra de María)
- Tangus Dei. (Voz desse Domingo, Duende, Vozes das Amassadoras de Macarrão, Vozes)